# شهرستان آنگکور تام
شهرستان آنگکور تام (به لاتین: Angkor Thom District) یک منطقهٔ مسکونی در کامبوج است که در استان سیم ریپ واقع شده‌است.